# Miss República Dominicana 1973
Miss República Dominicana 1973 fue celebrado el 29 de enero de 1973. Habo 28 delegadas en el concurso. La ganadora escogida representará la República Dominicana en el Miss Universo 1973. Virreina fue al Miss Mundo 1973. El resto de la semifinalista fueron a diferente concurso internacionales.

## Resultados
| Resultados                          | Candidatas |
| ----------------------------------- | --- |
| Señorita República Dominicana 1973  | Salcedo - Lili Fernández |
| Señorita Mundo República Dominicana | Puerto Plata - Clariza Duarte |
| Primera Finalista                   | Espaillat - Nidez Veras |
| Segunda Finalista                   | Barahona - Ana Hidalgo |
| Tercera Finalista                   | Distrito Nacional - Rita Ieromazzo |
| Cuadra-finalistas                   | Santiago - Julia Wilton Ciudad Santo Domingo - Silvana Rodríguez Valverde - Rocío Vargas La Vega - Wilma Súarez Azua - Ynés Delgado                           |
| Semi-finalistas                     | María Trinidad Sánchez - Eugenia Ramírez Sánchez Ramírez - Eva Mérida La Altagracia - Aida del Rey La Romana - Vanessa Díaz Monte Cristi - Fernanda de Cristo |

### Premios especiales
Mejor Rostro - Silvana Rodríguez (Ciudad Santo Domingo)

Mejor Traje Típico - María Ruíz (Samaná)

Miss Fotogenica - Erica Taxción (Seibo)

Miss Simpatía - Yolanda Romero (Peravia)

## Candidatas
| Representa             | Candidata                              | Oriunda                    |
| ---------------------- | -------------------------------------- | -------------------------- |
| Azua                   | María Ynés Delgado Coruña              | Santo Domingo              |
| Bahoruco               | Ana Carina Frustrado Duarte            | Santo Domingo              |
| Barahona               | Ana María Hidalgo Peña                 | Santo Domingo              |
| Ciudad Santo Domingo   | Silvana Teresa Rodríguez de los Víllas | Santo Domingo              |
| Dajabón                | Linda Viviana Sánchez Brito            | Santiago de los Caballeros |
| Distrito Nacional      | Rita Carmen Ieromazzo di Lorenzo       | Santo Domingo              |
| Duarte                 | Sarah Ceneyda del Rosario Cruz         | Santo Domingo              |
| Espaillat              | Nidez Magdalena Veras Duarte           | Santo Domingo              |
| Independencia          | Janet Ann Luzio Peralta                | Santo Domingo              |
| La Altagracia          | Aida Magia del Rey Tavarez             | Santo Domingo              |
| La Estrelleta          | Gladys Zamia Colón Reyes               | Santo Domingo              |
| La Romana              | Vanessa María Díaz Lovo                | Santo Domingo              |
| La Vega                | Magdalena Wilma Súarez Cristiano       | Santo Domingo              |
| María Trinidad Sánchez | Eugenia Xiomara Ramírez Caba           | Santo Domingo              |
| Monte Cristi           | Fernanda Germania de Cristo Valle      | Santo Domingo              |
| Pedernales             | María José Ocoa Espinal                | Santo Domingo              |
| Peravia                | Yolanda Carina Romero Castro           | Santo Domingo              |
| Puerto Plata           | Clariza Ana Duarte Garrido             | San Felipe de Puerto Plata |
| Salcedo                | Liliana Maritza Fernández González     | Santo Domingo              |
| Samaná                 | María Jesús Ruíz Castaño               | Santo Domingo              |
| San Cristóbal          | Ana Jiomara Taitis Hello               | Santo Domingo              |
| San Juan               | Medrina Anés Maldonado Ruz             | Santo Domingo              |
| San Pedro de Macorís   | Ana María Sosa Sosa                    | Santo Domingo              |
| Sánchez Ramírez        | Eva Miranda Mérida Sosa                | Santo Domingo              |
| Santiago               | Julia Margarita Wilton de los Rosarios | Santiago de los Caballeros |
| Santiago Rodríguez     | María Lucía García Rosario             | Santo Domingo              |
| Seibo                  | Erica Mariana Taxción Olivio           | Santo Domingo              |
| Valverde               | Rocío Fernanda Vargas Lozano           | Santo Domingo              |